# Gantang, Pingnan
Gantang är en socken i sydöstra Kina. Den ligger i Pingnan härad i staden Ningde i provinsen Fujian, omkring 95 kilometer nordväst om provinshuvudstaden Fuzhou.  